# 로체스터 대학교
로체스터 대학교(영어: University of Rochester)는 미국 뉴욕주 로체스터에 위치한 명문 사립 대학으로, 무종파 연구중심 대학이다. 《뉴스위크》가 2006년 8월 선정한 뉴 아이비리그 (25 New Ivies) 25개 중 하나의 대학으로 선정되었다. 2019년 기준으로 U.S. News & World Report 기준 전미 종합순위 29위에 랭크되어 있다. 약 5600명의 학부생과 4600명의 대학원생들이 재학 중이며 교수 한명당 평균 학생비율은 1:10이다. 158개의 건물과 약 200여개의 전공과정을 운영하고 있다.
로체스터 대학교의 이스트만 스쿨 오브 뮤직(Eastman School of Music)은 미국 내 음악 학교 중 선두를 달리고 있다.
로체스터 대학교는 광학과(Institute of Optics)가 있으며 미국에서 최초로 광학 교육을 실시하였다. 로체스터 대학교의 광학 연구소는 세계에서 가장 강력한 퓨전레이저 중 하나를 보유하고 있다. 2021년 부로 허블 망원경을 대체할 나사(NASA)의 제임스 웹 우주 망원경 개발에 수많은 로체스터 대학교 출신 동문들과 교수진들이 참여하고 있다.
의치학대학교(School of Medicine and Dentistry) 산하 로체스터 대학교 의료센터(University of Rochester Medical Center)는 조류독감 백신을 개발하는 미국 국립 조류독감 및 유행성독감 연구센터를 보유하고 있다.
로체스터 대학교 사이먼 경영대학원(Simon Business School)은 2012년 Financial Times가 선정한 세계 경영대학원 순위 Top50에 속하는 대학이며, 특히 재정학, 기업 경제학, 회계학 부문에서 세계 Top10에 속한다.
1850년 개교 이래, 로체스터대학 출신 동문과 교수중 13명이 노벨상을, 12명이 퓰리쳐상을 수상하였고, 20명이 구겐하임 펠로(Guggenheim Fellow)에 임명되었다. 과학, 공학, 음악, 의학, 간호학, 광학, 경영학, 경제학 부문에서 연구를 수행한다.
University Athletic Association(UAA)이라는 NCAA division III 운동 리그 소속이며. 멤버 대학교들로는 시카고 대학교, 에모리 대학교, 브랜다이스 대학교, 카네기 멜론 대학교, 뉴욕 대학교, 세인트루이스 워싱턴 대학교, 케이스 웨스턴 리저브 대학교가 있다.

## 역사
1850년 침례교단의 지원 하에 설립 되었으며, 1897년 첫 석사학위자가 배출되었다. 1900년 수잔 B. 앤서니(Susan B. Anthony)와 헬렌 바렛 몽고메리(Helen Barrett Montgomery)의 노력으로 최초로 여학생을 선발하였다. 러시 리즈(Rush Rhees)총장 재직 당시(1900-1935)사이에 크게 발전하였다. 특히, 세계적인 필름 제조회사인 이스트만코닥의 창업자 조지 이스트만의 재정지원을 받아 이스트만 음악대학과, 의과대학, 치과대학을 세웠다. 1929년 광학연구소를 설립하였으며, 1955년 분리되어 있던 남학교와 여학교를 통합함으로써 공식적으로 남녀 공학이 되었다. 1958년 공학대학, 상과대학, 교육대학을 신설했다.
2011년 기준 예술 및 과학대학, 하짐(Hajim) 공학 및 응용과학대학, 이스트먼(Eastman) 음악대학, 의학 및 치과대학, 간호대학, 사이먼(Simon) 경영대학, 워너(Warner) 교육대학 등 7개 단과대학에 다양한 학사, 석사, 박사과정이 개설되어 있다. 학사과정의 경우 필수과목을 없애고 학생 스스로 관심 있는 분야를 선택하게 했다. 예술, 과학, 공학 대학 소속 학생들은 인문학, 사회과학, 자연과학의 세 분야 중 한 분야에서 전공을 선택하고, 나머지 두 분야에서 전공과 관련하여 세 가지 이상의 과정을 이수해야 한다. 석사과정의 경우 교수진과의 긴밀한 협력을 통해 학생 스스로 공부할 분야를 선택하게 함으로써 기존에 없는 독창적인 학문에 대한 연구가 가능하다는 평가를 받고 있다.
1921년 미국의 사진 및 영상 장비 제조업체 이스트먼 코닥의 창업자인 조지 이스트만(George Eastman, 1854년~1932년)에 의해 설립된 이스트만 음악대학에는 2011년 기준 500명의 학부생과 400명의 대학원생이 재학 중이며, 전체 학생들 가운데 약 25%가 외국 유학생들이다.
약 20년 전부터 실시된 5학년 장학 프로그램(Take Five Scholars Program)은 <뉴욕 타임스>로부터 '미국 내 가장 혁신적인 리버럴아츠(Liberal Arts: 인문과학, 사회과학, 자연과학, 어학 등의 교양과목) 프로그램’이라는 평가를 받았다. 이 프로그램을 통해 지금까지 약 900명 이상의 학생들이 전공 이외의 분야에 대해 1년 또는 1학기 동안 무료로 공부할 수 있는 기회를 얻었다.
로체스터 대학교는 학부-대학원 복합학위 프로그램(combined undergraduate-graduate track)을 운영하고 있다. 이 프로그램에는 Rochester Early Medical Scholars (REMS-의과대학교 복합학위), Rochester Early Business Scholar (REBS-경영대학원 복합학위), Graduate Engineering At Rochester (GEAR-공과대학원 복합학위)과 Guaranteed Rochester Accelerated Degree in Education (GRADE-교육대학원 복합학위)가 있으며, 학부 신입생으로 입학하기 전에 지원하여 선발되어야 한다.
이 대학은 조류독감 백신을 개발하여 대학 인근 주민들에게 조류독감 예방접종을 시행하기도 했다. 그 공로를 인정받은 로체스터 대학교 의료센터는 미국국립보건원(NIH)의 승인 아래 미국에서 단 3개뿐인 국립 조류독감 및 유행성독감 연구센터 가운데 하나가 되었다. 2013년부터는 미국국립보건원(NIH)의 지원을 받아 에이즈(AIDS) 연구 센터로 지정되어, HIV/AIDS의 예방, 검사 및 치료법 연구를 수행 하는 미국에서 가장 우수한 평가를 받는 에이즈 연구 센터 중 하나를 운영하고 있다.
대학 소속 연구센터로 로체스터 대학교 의료센터, 레이저에너지 연구소, 광학연구소, 임상전환과학연구소(Clinical and translational Science Institute)등이 있다. 레이저에너지 연구소는 1970년에 설립되었으며 열핵융합 분야에 주력하고 있다. 또한, 민간기업 외에 주정부 및 연방정부의 관련기업이 참여하고 있는 이 연구소의 오메가(OMEGA)레이저 시스템은 세계에서 가장 강력하다는 평가를 받는다.

## 캠퍼스
대학 캠퍼스는 리버(River) 캠퍼스 외에 로체스터 대학교 의료센터(University of Rochester Medical Center), 이스트먼 캠퍼스, 사우스(South) 캠퍼스, 메모리얼 아트 갤러리(Memorial Art Gallery), 마운트 호프(Mt. Hope)로 6개의 캠퍼스로 이루어져 있다. 메모리얼 아트 갤러리는 이스트먼 음악대학 소속으로 1913년에 문을 열었다. 갤러리에는 18세기에 제작된 이탈리아 바로크 오르간 외에 1만 2,000개에 달하는 영구 소장품이 보관되어 있다. 학생회가 잘 결성되어 있으며 학생들의 직접선거로 선출되는 학생회장, 부회장, 학생 입법부가 학교 관련 규정을 만들고 운영한다.
학부구성 및 위치
- 예술, 과학, 공과대학- 다양한 분야에서의 학부 및 대학원 프로그램이 운영된다. 대부분 리버캠퍼스에 위치한다.
- 이스트만음대 - 음악 분야에서의 학부 및 대학원 프로그램이 운영된다. 대부분 이스트만 캠퍼스에서 운영된다.
- 마가렛 워너 교육대학 - 로체스터 대학교 교육대학원 프로그램이 운영된다. 리버캠퍼스에 위치한다.
- 의치학대학 - 의학 연구와 임상 교육 및 프로그램이 진행된다. 로체스터 대학교 의료센터(University of Rochester Medical Center)에서 운영된다.
- 간호대학 - 로체스터 대학교 의료센터(University of Rochester Medical Center)에서 운영된다.
- 윌리엄 E. 사이먼 경영대학원 - 리버캠퍼스에서 운영된다.

도서관
- 대학 도서관으로 러시리(Rush Rhees) 도서관, 칼슨(Carlson) 도서관, 글리슨(Gleason)도서관, 예술과 음악(Art & Music)도서관, 시블리(Sibley) 음악 도서관, 마이너(Miner) 의학 도서관, 앨런(Allen) 도서관 등이 있다. 전체적으로 약 350만 권의 도서 외에 다양한 음악 악보, 희귀 도서, 전자책 등을 보관하고 있다.

## 평가
2007 뉴스위크의 "How to Get into College Guide에서 고전 아이비리그와 겨루는 뉴 아이비 중 하나로 선정되었다. 2013 《U.S. 뉴스 & 월드 리포트》에 따르면 미국대학 전체 순위 33위, Best Value School 26위, Best Graduate School - 물리학 6위, Best Graduate School - 정치학 15위, Best Graduate School - 경제학 22위, Best Graduate School - Hajim 공과대학원 41위로 순위를 올랐으며, 2013 《워싱턴 먼슬리》에 따르면 미국 대학 전체에서 21위이다.
2012년 타임스 고등교육 세계 대학 랭킹에서 세계대학순위 81위를 차지하였다. 대학의 연구능력을 평가하는 <The High Impact Universities Initiative>에서 세계대학순위 28위를 차지하였다. 2012 《파이낸셜 타임스》에서 사이먼(Simon) 경영 대학원은 세계 5대 재정, 회계, 경제학 경영대학원으로 선정되었다.

### 경영대학원
경영대학원(Simon Business School)의 경우, 2021 《U.S. 뉴스 & 월드 리포트》에 따르면 경영대학원 (MBA) 미국 내 전체순위 35위, 재정학 (Finance) 부문 13위, 경영 분석 (Business Analytics) 부문 18위에 올랐으며, 《파이낸셜 타임스》 2012에 따르면 경영대학원 전체순위 22위, 경영대학원 세계순위 49위, 재정학 세계순위 3위, 기업 경제학 세계순위 4위, 회계학 세계순위 7위이다.

### 의치과대학
의치학대학(School of Medicine and Dentistry)의 경우, 2013년 《U.S. 뉴스 & 월드 리포트》에 따르면 의학연구 분문 29위, 일차치료 부문 15위, NIH 지원 순위 - 33위이다.

### 간호대학
간호대학(School of Nursing)의 경우 전체에서 32위, NIH지원 순위- 18위이다.

### 음악대학
음악대학(Eastman School of Music)의 경우 2004년 《U.S. 뉴스 & 월드 리포트》에서 1위를 차지했다.

## 저명한 동문 및 교수
노벨화학상 수상자로 빈센트 뒤비뇨(1955), 노벨생리의학상 수상자로 하비 알터(2020), 다니엘칼턴 가이듀색(1976), 아서 콘버그(1959), 조지 호이트 휘플(1934), 헨리크 담(1943), 노벨물리학상 수상자로 도나 스트릭랜드(2018), 제라드 무루(2018), 마사토시 고시바(2002), 스티븐 추(1997), 노벨경제학상 수상자로 폴 로머(2018), 리차드 탈러(2017), 로버트 포갤(1993) 이 있다.